# Drymocallis kulabensis
Drymocallis kulabensis är en rosväxtart som först beskrevs av Nathanael Matthaeus von Wolf, och fick sitt nu gällande namn av J. Soják. Drymocallis kulabensis ingår i släktet trollsmultronsläktet, och familjen rosväxter. Inga underarter finns listade i Catalogue of Life.